# Gräfenthal
Gräfenthal är en stad i Landkreis Saalfeld-Rudolstadt i det tyska förbundslandet Thüringen. Gräfenthal nämns för första gången nämns i ett dokument från år 1288.
Kommunen ingår i förvaltningsgemenskapen Schiefergebirge tillsammans med kommunerna Lehesten och Probstzella.

## Administrativ indelning
Gräfenthal består av åtta Ortsteile.
- Buchbach
- Creunitz
- Gebersdorf
- Gräfenthal med Meernach
- Großneundorf
- Lichtenhain
- Lippelsdorf
- Sommersdorf

## Bilder
|  |
|  |